# Новые Турдаки (Пензенская область)
Новые Турдаки — село в Городищенском районе Пензенской области России. Входит в состав Турдакского сельсовета.

## География
Село находится в восточной части Пензенской области, в лесостепной зоне, на правом берегу реки Колдаис, на расстоянии примерно 27 км (по прямой) к юго-юго-западу (SSW) от города Городище, административного центра района. Абсолютная высота — 196 м над уровнем моря.
Климат
Климат характеризуется как континентальный, с холодной зимой и жарким летом. Среднегодовая температура — 3,1 °C. Средняя температура воздуха самого холодного месяца (января) составляет −12,9 °C; самого тёплого месяца (июля) — 19 °C. Годовое количество атмосферных осадков — 673 мм, из которых 415 мм выпадает в период с апреля по октябрь. Снежный покров держится в среднем 146 дней.
Часовой пояс
Село Новые Турдаки, как и вся Пензенская область, находится в часовой зоне МСК (московское время). Смещение применяемого времени относительно UTC составляет +3:00.

## Население
| 1859 | 1926 | 1930 | 1939 | 1959 | 1979 | 1989 |
| ---- | ---- | ---- | ---- | ---- | ---- | ---- |
| 139  | ↗526 | ↗547 | ↘476 | ↘393 | ↘201 | ↘121 |
| 1996 | 2002 | 2010 |      |      |      |      |
| ↘112 | ↘57  | ↘13  |      |      |      |      |

Половой состав
По данным Всероссийской переписи населения 2010 года, в гендерной структуре населения мужчины составляли 46,2 %, женщины — соответственно 53,8 %.
Национальный состав
Согласно результатам переписи 2002 года, в национальной структуре населения русские составляли 100 % из 57 чел.